# Min Jiang (Fujian)
De Min Jiang (Chinees: 闽江, pinyin: xī jiāng) is een rivier in de Volksrepubliek China. Ze stroomt in zuidoostelijke richting door de provincie Fujian en ontstaat in Nanping bij de samenvloeiing van de Jianxi en de Xixi en mondt uit bij de provinciehoofdstad Fuzhou in de Zuid-Chinese Zee.
- Library of Congress Control Number: sh95000408
- Nationale Bibliotheek van Israël: 987007530222505171
- Virtual International Authority File: 315147274